# 维多利亚·路易丝号防护巡洋舰
维多利亚·路易丝号是德意志帝国海军于十九世纪后期建造的五艘维多利亚·路易丝级防护巡洋舰的首舰，以德皇威廉二世的女儿——维多利亚·路易丝公主命名。它于1895年在不来梅的威悉船厂开始架设龙骨、1897年3月下水，至1899年2月完工并投入舰队使用。舰只的主舰炮由两门210毫米40倍径和八门150毫米40倍径速射炮组成，最高速度为19.2节。
维多利亚·路易丝号在职业生涯的前七年都跟随练习舰队（后称活动战列舰队）服役。在此期间，它于1901年代表德国参加了英国女王维多利亚的丧礼。1906年，舰只进行了现代化改造，并自1908年起被用作海军学员的教练船。它曾于1909年出访美国，然后在第一次世界大战爆发时被动员至新组建的第五侦察集群。1914年10月，英国潜艇E1号袭击了该舰，但未获成功，随后它于当年底撤出现役。在战争的剩余时间里，它都被用作布雷舰或驻但泽的宿营船。维多利亚·路易斯号于1919年出售，并于次年被改造为货船使用，至1923年拆解报废。

## 设计

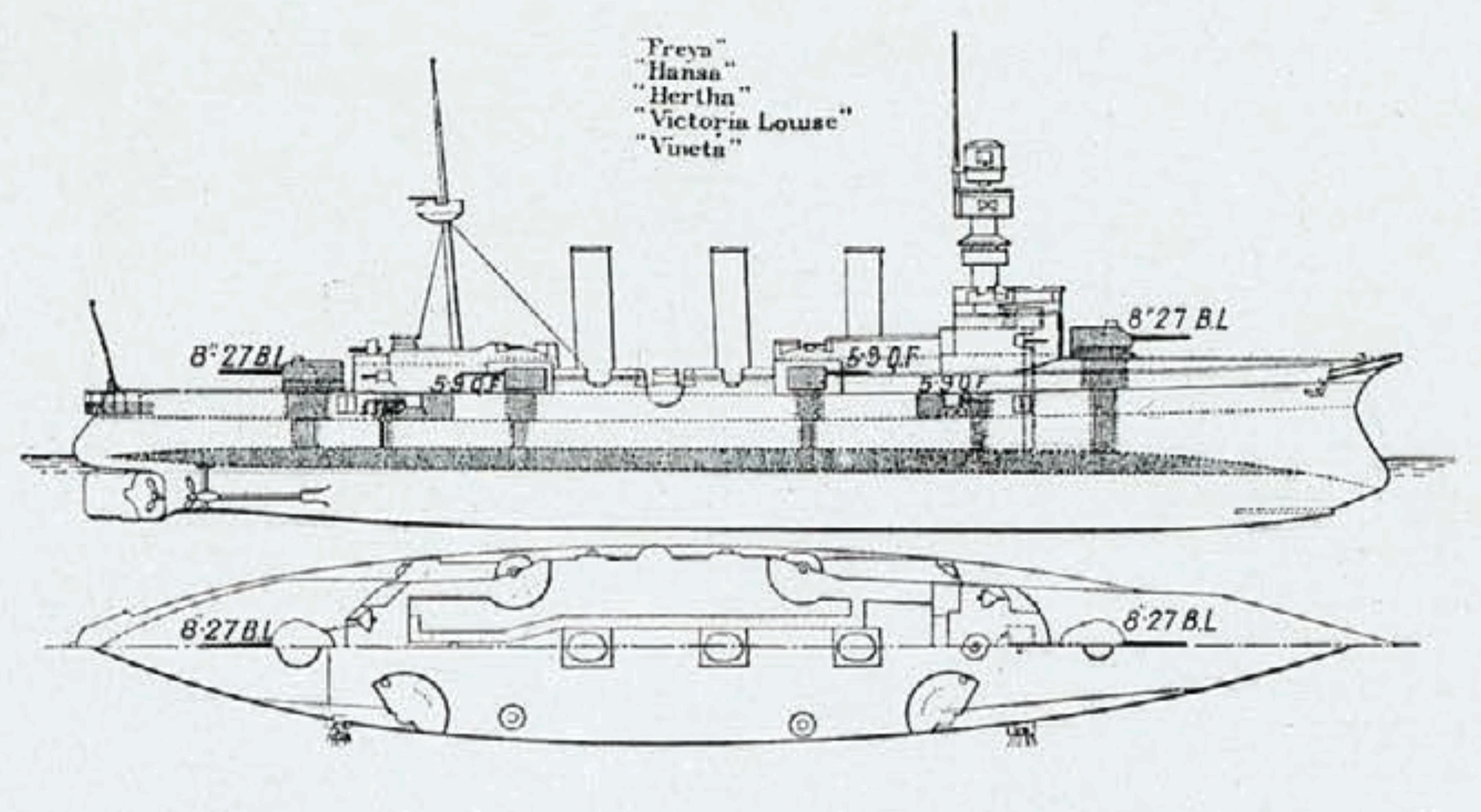
维多利亚·路易丝级舰只线条画

维多利亚·路易丝号是作为新增编入舰队的防护巡洋舰而以字母“L”为代号进行订购，并于1895年在不来梅的威悉船厂开始架设龙骨，建造编号为116。这是该船厂首次承建德意志帝国海军的大型军舰。舰只于1897年3月29日下水，继而展开舾装工作。在下水仪式上，由奥尔登堡大公弗里德里希·奥古斯特二世主持为舰只命名。至1899年2月20日，维多利亚·路易丝号正式投入练习舰队使用。
维多利亚·路易丝号的全长为110.6（362英尺10英寸），有17.4（57英尺1英寸）的舷宽和6.58（21英尺7英寸）的前吃水。在满载情况下，舰只的排水量可达6,491公噸（6,388長噸）。其推进系统由三套立式四缸三胀蒸汽机组成，通过十二台杜尔锅炉提供动力。舰只的最高速度为19.2節（35.6每小時），并可以12節（22每小時）的速度续航3,412海里（6,319）。其标准船员编制为31名军官和446名水兵。
维多利亚·路易丝号配备有两门安装在单座炮塔上的210毫米40倍径速射炮；其中舰艏、舰艉各一门。每门炮各共提供58发弹药，射程为16,300（17,800碼）。舰只还搭载有八门150毫米40倍径速射炮；其中四门安装在舰舯的炮塔上，另外四门则置于炮廓内。这些炮支的射程为13,700（15,000碼）。舰只的副炮则由十门88毫米30倍径速射炮组成，另有十挺35毫米霍奇基斯转膛炮作为补充。它还标配搭载有三具450（17.7英寸）鱼雷管和八枚鱼雷；其中两具发射器安装在舷侧，第三具设于舰艏，均浸没在水线以下。

## 服役历史
维多利亚·路易丝号于1899年2月20日首次投入使用，以进行海上试航。然而，由于需要在威廉港帝国船厂进行一些改良，试航被迫自9月11日起中断。直至1900年8月22日，舰只才重新投入使用，得以继续展开试航。这项工作一直持续至12月21日，并表明仍需要进一步返工。从1901年1月28日至2月27日，维多利亚·路易丝号被派往英国参加维多利亚女王的丧礼。当时，它与巴登号、哈根号和宁芙号组成的德国代表团共同驻泊在斯皮特海德。同月20日，舰只加入了由海因里希亲王指挥的第一分舰队，并随队参加各种演习。从1901年10月至1902年3月，维多利亚·路易丝号还曾短暂被分配至炮兵审查处，并在1902年的秋季舰队演习中与小巡洋舰赫拉号、阿玛宗号和尼俄伯号共同组成了第一侦察集群。从1902年11月23日至12月14日期间，舰只又临时担任该集群副司令、海军少将路德维希·博肯哈根的旗舰。自1903年3月1日起，维多利亚·路易丝号加入了由海因里希亲王号担任旗舰、新成立的侦察舰部队。1903年5月，舰只参加了西班牙之旅并到访维戈。它于10月20日至30日被调至第二分舰队，以暂时取代需要返修的希尔德布兰德号的旗舰位置。从11月30日至12月5日，维多利亚·路易丝号重返侦察舰部队，以参加在北海和波罗的海举行的舰队演习。舰只于1903年12月12日在威廉港退役。

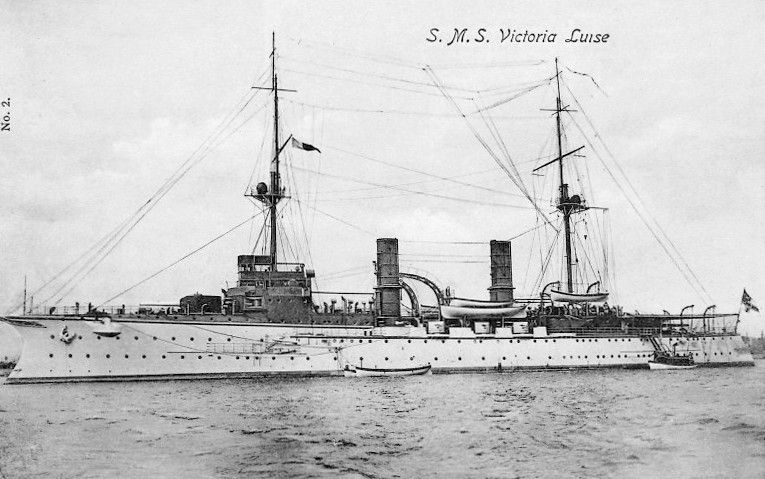
重建后的维多利亚·路易斯号

由于原用作教练船的俾斯麦级护卫舰已经老化，帝国海军需要对它们进行替换。受限于建造特种船舶的财政资金紧缺，维多利亚·路易丝级舰只服役了数年，但军事技术的发展已使它们变得过时。作为同级的首舰，维多利亚·路易丝号于1906－1908年由威廉港帝国船厂斥资2552000金马克重建，其中包括升级武器、以及将原有锅炉替换为由国家海军办公室自行研发的八台船用式锅炉。锅炉设备的改造意味着可以节省一座烟囱，以及移除一根战斗桅楼——并由桩架桅杆所取代，导致舰只轮廓发生了重大变化。维多利亚·路易丝号于1908年4月2日重新投入使用，并取代施泰因号担任教练船。虽然隶属于教育监察处，但它并非作为教练船，而是继续作为大巡洋舰运行。同月，首批见习水兵和军校学员登舰并留在舰上直至次年3月的教练航行结束。1908年7月，重建后的维多利亚·路易丝号展开首次海外之旅。由于将参加国际气球上升研究大会，它迎来了一个科学委员会登舰。在经停马德拉岛和特内里费岛后，舰只抵达了将举行升起气球的无风带，而从该舰升起的气球则创造了21800米的高度纪录。在科学家们于8月5日离舰后，维多利亚·路易丝号继续前往地中海。它与赫塔号一起，于1909年1月上旬在因地震而严重受损的墨西拿参加了救援行动。随着每年一度的新见习水兵和军校学员登舰，维多利亚·路易丝号于1909年夏天首先进行了在波罗的海的教练航行，然后于8月展开第二次海外之旅。在经停亚速尔群岛后，舰只抵达美国纽波特，并与赫塔号、不来梅号和德累斯顿号会合。这四艘舰参加了1909年9月26日至10月9日在纽约举行的哈德逊－富尔顿庆典，在此期间，海军大将汉斯·冯·克斯特作为德国的官方代表，曾登上维多利亚·路易丝号视察。1912年，特奥多尔·克兰克曾作为学员在舰上服役；他后来于第二次世界大战期间担任舍尔海军上将号重巡洋舰的舰长。
维多利亚·路易丝号一直担任教练船直至1914年8月第一次世界大战爆发。然后，它被临时动员至第五侦察集群，任务是在波罗的海训练海军学员。10月17日09:00过后不久，由诺埃尔·劳伦斯指挥的英国潜艇E1号，试图在460米（1,510英尺）的范围内对维多利亚·路易丝号发动鱼雷攻击。然而，鱼雷冲得太深，并因此射失。至1914年底，舰只重新退出现役。它开始作为一艘岸防舰使用。1915年之后，它再度撤离前线值勤，并至但泽担任布雷舰和宿营船。1916年，维多利亚·路易丝号被解除武装。它一直在但泽维持服役，直至1919年10月1日正式从海军名录中除籍。它被售予总部设于柏林的“北德地下工程公司”（Norddeutsche Tiefbaugesellschaft），于1920年被重建为一艘货船，并更名为“夏野植物号”（Flora Sommerfeld）运营。它只是短暂地担任此职能，便于1923年在但泽拆解报废。